# Entalpia reakcji
Entalpia reakcji ({\displaystyle \Delta h} lub {\displaystyle \Delta H}) – zmiana entalpii układu, spowodowana przebiegiem reakcji chemicznej pod stałym ciśnieniem i w stałej temperaturze, odniesiona do liczby postępu reakcji równej jeden. Wartość entalpii reakcji jest równa wartości ciepła reakcji pod stałym ciśnieniem {\displaystyle (Q_{p}),} jeżeli w czasie reakcji nie jest wykonywana inna praca poza pracą zmiany objętości. W przypadku reakcji elektrochemicznych, zachodzących w ogniwach galwanicznych lub w elektrolizerach, entalpia reakcji jest równa sumie ciepła {\displaystyle Q_{p}} i pracy prądu elektrycznego – wykonanej przez układ (ujemna) lub na układzie (dodatnia).
Podstawą definicji funkcji termodynamicznych reakcji chemicznych, w tym entalpii reakcji, jest pojęcie liczby postępu reakcji {\displaystyle (\lambda ),} zdefiniowane przez Théophila de Dondera w 1920 roku jako:
{\displaystyle \lambda ={\frac {n_{zi}}{\nu _{i}}}.}
Wartość {\displaystyle \lambda =1,} gdy liczby moli (nzi) powstałych produktów oraz liczby moli zużytych substratów są równe odpowiednim współczynnikom stechiometrycznym (νi) w równaniu reakcji.
Entalpią reakcji chemicznej jest pochodna cząstkowa entalpii układu, czyli funkcji {\displaystyle h=f(p,T,\lambda ),} obliczona dla warunków izotermiczno-izobarycznych względem liczby postępu reakcji:
{\displaystyle \Delta h_{p,T}=\left({\frac {\partial h}{\partial \lambda }}\right)_{p,T}.}
Entalpię reakcji wyraża się również poprzez wielkości molowych entalpii poszczególnych reagentów, zdefiniowanych jako:
{\displaystyle H_{i}=\left({\frac {\partial h}{\partial n_{i}}}\right)_{p,T,n_{j}\neq i}.}
Entalpie układu termodynamicznego, złożonego z {\displaystyle k} składników wynosi:
{\displaystyle h=\sum n_{i}/H_{i}=f(T,p,n_{1},n_{2},n_{3},\dots ,n_{k}).}
Aby określić entalpię reakcji chemicznej oblicza się różnicę między sumą iloczynów {\displaystyle \sum n_{i}\ H_{i}} dla jej produktów i dla substratów.
{\displaystyle \Delta h=\sum {n_{i,prod}H_{i,prod}}-\sum {n_{i,subs}H_{i,subs}},}